# Khirbet Ghazaleh
Khirbet Ghazaleh (tiếng Ả Rập: خربة غزالة cũng đánh vần Khirbet Ghazalah) là một thị trấn ở Daraa, khoảng 17 km về phía đông bắc của Daraa tiếp giáp với Da'el ở phía tây và gần Izra' về phía bắc. Nó nằm trên đường cao tốc chính giữa Damascus và Amman. Trong cuộc điều tra dân số năm 2004 của Cục Thống kê Trung ương Khirbet Ghazaleh có dân số 16.240. Cư dân của nó chủ yếu là người Hồi giáo.

## Lịch sử

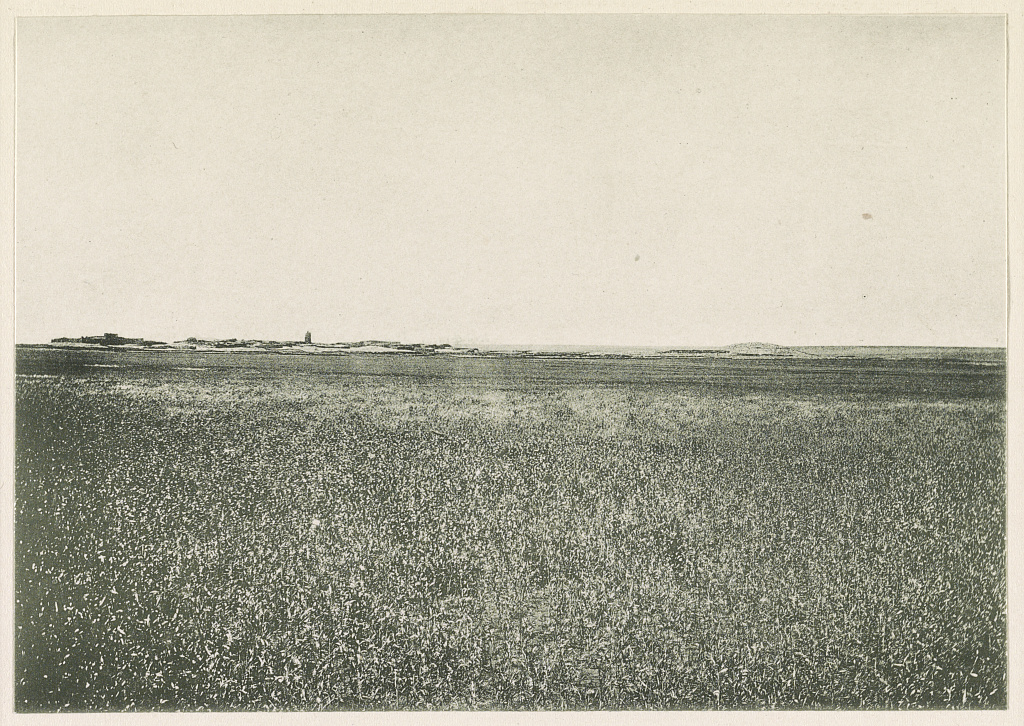
Khirbet Ghazaleh năm 1916

Năm 1596, nó xuất hiện trong sổ đăng ký thuế Ottoman dưới tên Kutaybit Tamir, là một phần của nahiya của Bani Malik al-Asraf, ở Sanjak Hauran. Nó có một dân số hoàn toàn Hồi giáo bao gồm 29 hộ gia đình và 12 cử nhân. Họ đã trả mức thuế cố định 40% cho các sản phẩm nông nghiệp, bao gồm lúa mì, lúa mạch, vụ hè, dê và tổ ong; tổng cộng 12.700 akçe. Thu nhập đã được chuyển đến một Waqf.
Năm 1838, cư dân của nó một lần nữa được ghi nhận là người Hồi giáo.

### Cuộc nổi dậy Syria năm 2011
Cư dân của Khirbet Ghazaleh đã tham gia các cuộc biểu tình chống lại chính phủ Syria và đã tổ chức Quân đội Syria Tự do (FSA) đối lập trong cuộc nổi dậy Syria 2011-2012.  Vào ngày 14 tháng 11 năm 2011, sau một cuộc tấn công của FSA vào xe buýt của cảnh sát an ninh đi trên một giao lộ gần đó, Quân đội Syria đã tiến hành một cuộc tấn công được bọc thép chống lại thị trấn, dẫn đến cái chết của 20 thành viên FSA, các chiến binh đối lập địa phương và thường dân. Theo một nhà hoạt động đối lập ở Khirbet Ghazaleh, FSA đã đụng độ với quân đội Syria trong khi Bedouin từ các làng xung quanh đến để hỗ trợ cư dân của thị trấn.
Vào ngày 18 tháng 3 năm 2012, các nhóm vũ trang đối lập đã phá hủy một cầu vượt trên đường cao tốc chính với mục đích đã nêu là ngăn chặn sự xuất hiện của xe tăng quân sự đến khu vực. Thông tấn xã Ả Rập Syria (SANA) thuộc sở hữu nhà nước đã xác nhận vụ đánh bom cây cầu và ước tính chi phí thiệt hại là hơn 5 triệu USD.
Vào ngày 8 tháng 5 năm 2013, quân đội Syria đã chiếm được thị trấn sau một cuộc oanh tạc kéo dài hai tháng, giành lại quyền kiểm soát một tuyến đường vận chuyển quốc tế, theo các nguồn tin đối lập. Khirbet Ghazaleh đóng vai trò là một thị trấn hậu cần quan trọng cho lực lượng Chính phủ Syria trong cuộc tấn công Daraa (tháng 2, tháng 5 năm 2014)